# 田舎 (漫画)
『田舎』（いなか）は、山本直樹の青年漫画。『Ohta Web Comic』にて2018年5月から2020年4月まで連載された。
前作『分校の人たち』と同様、東京都の不健全な図書類に指定されたほか、Amazonでは規約に反するとして販売中止されると言ったアクシデントに見舞われたものの、書店での完売が続出し、重版がかけられた。

## あらすじ
暑い東京から逃れ、田舎の親戚の家に受験勉強のため逗留している男子学生（フーちゃん）と、その家に住んでる親戚の女の子（キーちゃん）との間で繰り広げられるインモラルストーリー。

## 登場人物
フーちゃん
受験勉強中の男子学生。
キーちゃん(本名：菊子)
フーちゃんの親戚の女の子。水泳部に属し、高飛び込みを専攻。

## 書誌情報
- 山本直樹 『田舎』 太田出版、2020年8月19日発売、ISBN 978-4-7783-2306-6

## 実写版
アダルトメーカー『無垢』15周年企画として2022年3月15日に実写版を製作、アダルトビデオ『田舎 無垢15周年記念作品 工藤ララ』として発売。
主演は少女に見えるということで身長140センチの工藤ララが抜擢された。
6月には原作者の山本、主演女優の工藤ララらを交えたトークショーを新宿で開催した。